# إسكندر آغا باشا
إسكندر آغا باشا هو سياسي عثماني، تولى منصب قبطان باشا.

## مناصبه
تولى المناصب التالية:
- قبطان باشا (1511–1514)